# Чемпионат мира по шоссейным велогонкам 2013 — командная гонка (мужчины)
Командная гонка на время с раздельным стартом у мужчин на чемпионате мира по шоссейным велогонкам 2013 года прошла 22 сентября в итальянской Тоскане и связала между собой города Монтекатини-Терме и Флоренция. В отличие от остальных гонок чемпионата в командной гонке гонщики выступали не за национальные команды, а в составе своих профессиональных команд.
Звание чемпиона мира защитили гонщики бельгийской команды Omega Pharma-Quick Step. Пятеро из шести гонщиков стали двукратными чемпионами мира.

## Участники
Участие в гонке обязательно для 19 команд Мирового тура UCI. Всего на старт вышли 35 профессиональных команд. В состав каждой из команд входят шесть гонщиков, при этом зачёт времени осуществляется по четвертому гонщику команды. 

| Команда                      |
| ---------------------------- |
| Adria Mobil                  |
| Ag2r–La Mondiale             |
| Astana Pro Team              |
| BDC-Marcpol Team             |
| Belkin Pro Cycling           |
| BMC Racing Team              |
| Cannondale                   |
| CCC Polsat Polkowice         |
| Cycling Team De Rijke-Shanks |
| Cycling Team Jo Piels        |
| Etixx-IHNed                  |
| Euskaltel Euskadi            |
| FDJ.fr                       |
| Garmin-Sharp                 |
| Team Katusha                 |
| Kolss Cycling Team           |
| Lampre-Merida                |
| Lotto-Belisol                |

| Movistar Team                  |
| MTN Qhubeka                    |
| Omega Pharma-Quick Step        |
| Optum-Kelly Benefit Strategies |
| Orica GreenEDGE                |
| Rabobank Development Team      |
| RadioShack-Leopard             |
| Sky Procycling                 |
| Argos-Shimano                  |
| Team Cult Energy               |
| Gourmetfein-Simplon            |
| Saxo-Tinkoff                   |
| Topsport Vlaanderen-Baloise    |
| Utensilnord Ora24.eu           |
| Vacansoleil-DCM                |
| Vélo Club Sovac                |
| Vini Fantini–Selle Italia      |

## Маршрут
Протяженность гонки составила 57.2 км. Преобладающий рельеф — равнинный. единственная неровность дистанции – расположена на первой трети маршрута, перепад высот составит 82 метра. На вершине единственного холма, расположенного на высоте 132 м над уровнем моря и будет находиться первая отсечка – 7,31 км дистанции. На последних 1.29км до отсечки перепад высот составит 82м. Остальная часть гонки полностью равнинная.
Последняя треть дистанции проложена по улицам Флоренции, что приводит к большому количеству виражей. 

## Результаты
| Место | Команда                        | Гонщики | Время         |
| ----- | ------------------------------ | --- | ------------- |
| 1     | Omega Pharma-Quick Step        | Сильвен Шаванель (FRA) Михал Квятковский (POL) Тони Мартин (GER) Ники Терпстра (NED) Кристоф Вандевалле (BEL) Петер Велиц (SVK)        | 1ч 04' 16.81" |
| 2     | Orica GreenEDGE                | Люк Дарбридж (AUS) Майкл Хепбёрн (AUS) Дэрил Импи (RSA) Бретт Ланкастер (AUS) Йенс Маурис (NED) Свейн Тафт (CAN)                       | + 0.81"       |
| 3     | Sky Procycling                 | Эдвальд Боассон Хаген (NOR) Крис Фрум (GBR) Василий Кириенко (BLR) Ричи Порт (AUS) Константин Сивцов (BLR) Джерант Томас (GBR)         | + 22.55"      |
| 4     | BMC Racing Team                | Стив Каммингс (GBR) Даниэль Осс (ITA) Тейлор Финни (USA) Мануэль Квинцато (ITA) Майкл Шер (SUI) Тиджей ван Гардерен (USA)              | + 1' 02.71"   |
| 5     | RadioShack-Leopard             | Фабиан Канчеллара (SUI) Маркель Ирисар (ESP) Боб Юнгельс (LUX) Ярослав Попович (UKR) Хэйден Ролстон (NZL) Джесси Серджент (NZL)        | + 1' 17.53"   |
| 6     | Astana Pro Team                | Янец Брайкович (SLO) Якоб Фульсанг (DEN) Дмитрий Груздев (KAZ) Андрей Гривко (UKR) Танел Кангерт (EST) Алессандро Ванотти (ITA)        | + 1' 21.14"   |
| 7     | Cannondale                     | Мацей Боднар (POL) Тициано Далл'Антония (ITA) Михель Кох (GER) Кристиян Корен (SLO) Петер Саган (SVK) Брайан Ванборг (DEN)             | + 1' 28.74"   |
| 8     | Garmin-Sharp                   | Роан Деннис (AUS) Тайлер Фаррар (USA) Дэвид Миллар (GBR) Эндрю Талански (USA) Кристиан Вандевельде (USA) Дэвид Забриски (USA)          | + 2' 01.94"   |
| 9     | Saxo-Tinkoff                   | Мануэле Боаро (ITA) Мадс Кристенсен (DEN) Михаэль Мёркёв (DEN) Николас Роч (IRL) Ники Сёренсен (DEN) Маттео Тозатто (ITA)              | + 2' 14.17"   |
| 10    | Movistar Team                  | Андрей Амадор (CRC) Джонатан Кастровьехо (ESP) Руй Кошта (POR) Хесус Эррада (ESP) Рубен Пласа (ESP) Элой Теруэль (ESP)                 | + 2' 31.03"   |
| 11    | Team Katusha                   | Максим Бельков (RUS) Павел Брутт (RUS) Михаил Игнатьев (RUS) Владимир Исайчев (RUS) Тимофей Крицкий (RUS) Александр Порсев (RUS)       | + 2' 45.80"   |
| 12    | Belkin Pro Cycling             | Стеф Клемент (NED) Рик Фленс (NED) Вилко Келдерман (NED) Том Лезер (NED) Йос ван Эмден (NED) Роберт Вагнер (GER)                       | + 2' 49.01"   |
| 13    | Lotto-Belisol                  | Ларс Бак (DEN) Барт де Клерк (BEL) Андре Грайпель (GER) Адам Хансен (AUS) Грег Хендерсон (NZL) Юрген Руландтс (BEL)                    | + 3' 01.19"   |
| 14    | Argos-Shimano                  | Уильям Кларк (AUS) Том Дюмулен (NED) Патрик Гретш (GER) Рейнардт Янсе ван Ренсбург (RSA) Тобиас Людвигссон (SWE) Рамон Синкелдам (NED) | + 3' 06.86"   |
| 15    | FDJ.fr                         | Александр Женье (FRA) Маттье Ладанью (FRA) Йоан Ле Бон (FRA) Йоан Оффредо (FRA) Доминик Роллен (CAN) Жереми Руа (FRA)                  | + 3' 19.38"   |
| 16    | Vacansoleil-DCM                | Томас Де Гендт (BEL) Хуан Антонио Флеча (ESP) Сергей Лагутин (UZB) Берт-Ян Линдеман (NED) Мирко Сельваджи (ITA) Лиуве Вестра (NED)     | + 3' 38.44"   |
| 17    | Lampre-Merida                  | Маттео Боно (ITA) Давиде Чимолаи (ITA) Лука Доди (ITA) Роберто Феррари (ITA) Адриано Малори (ITA) Максимилиано Ричесе (ARG)            | + 3' 56.31"   |
| 18    | Euskaltel Euskadi              | Микель Астарлоса (ESP) Хорхе Асанса (ESP) Ион Исагирре (ESP) Ромен Сикар (FRA) Иоаннис Тамуридис (GRE) Горка Вердуго (ESP)             | + 3' 59.95"   |
| 19    | Rabobank Development Team      | Яспер Бовенхёйс (NED) Леннард Хофстеде (NED) Майк Тённисен (NED) Мартейн Тюсвелд (NED) Рик Цабель (GER) Рубен Цепунтке (GER)           | + 4' 28.79"   |
| 20    | Adria Mobil                    | Кристиян Файт (SLO) Бруно Мальтар (CRO) Матей Мугерли (SLO) Томаш Носе (SLO) Радослав Рогина (CRO) Клемен Штимуляк (SLO)               | + 4' 34.43"   |
| 21    | CCC Polsat Polkowice           | Томаш Кендысь (POL) Ярослав Марыш (POL) Николай Михайлов (BUL) Давиде Ребеллин (ITA) Марек Руткевич (POL) Матеуш Тачак (POL)           | + 4' 40.49"   |
| 22    | Topsport Vlaanderen-Baloise    | Лауренс Де Врез (BEL) Питер Якобс (BEL) Гейс Ван Хокке (BEL) Артур Ван Оверберге (BEL) Питер Ванспейбрук (BEL) Йелле Валлайс (BEL)     | + 4' 54.80"   |
| 23    | Optum-Kelly Benefit Strategies | Райан Андерссон (CAN) Джесси Энтони (USA) Майк Фридман (USA) Чед Хага (USA) Том Зирбель (USA) Скотт Звизански (USA)                    | + 5' 09.48"   |
| 24    | Ag2r–La Mondiale               | Гедиминас Багдонас (LTU) Жульен Берар (FRA) Бен Гастауэр (LUX) Юго Уль (CAN) Блель Кадри (FRA) Жан-Кристоф Перо (FRA)                  | + 5' 18.92"   |
| 25    | Etixx-IHNed                    | Дитер Буври (BEL) Маркус Хульгард (NOR) Патрик Конрад (AUT) Флориан Сенешаль (FRA) Сэм Споукс (AUS) Лукаш Висьнёвский (POL)            | + 5' 19.71"   |
| 26    | MTN Qhubeka                    | Игнат Коновалов (LTU) Брэдли Поджетер (RSA) Кристиан Сбаральи (ITA) Джэй Томпсон (RSA) Йоханн ван Зил (RSA) Мартин Веземанн (RSA)      | + 5' 20.60"   |
| 27    | Team Cult Energy               | Михаэль Вальгрен (DEN) Йеспер Хансен (DEN) Магнус Корт (DEN) Мадс Вурц Шмидт (DEN) Андре Стенсен (DEN) Трулс Винтер (DEN)              | + 5' 27.50"   |
| 28    | Kolss Cycling Team             | Виталий Буц (UKR) Андрей Хрипта (UKR) Михаил Кононенко (UKR) Александр Квачук (UKR) Сергей Лагкути (UKR) Андрей Василюк (UKR)          | + 5' 27.99"   |
| 29    | Vini Fantini–Selle Italia      | Стефано Борки (ITA) Даниэле Колли (ITA) Оскар Гатто (ITA) Луиджи Милетта (ITA) Кристиано Монгуцци (ITA) Алессандро Прони (ITA)         | + 5' 28.99"   |
| 30    | Cycling Team De Rijke-Shanks   | Дион Бёкебом (NED) Хуб Дёйн (NED) Кристоф Пфингстен (GER) Боб Схонбродт (NED) Ронан ван Зандбек (NED) Кун Вермельтфорт (NED)           | + 5' 42.36"   |
| 31    | BDC-Marcpol Team               | Павел Бернас (POL) Камиль Градек (POL) Пётр Кирпша (POL) Матеуш Комар (POL) Ярослав Ковальчик (POL) Роберт Радош (POL)                 | + 6' 07.57"   |
| 32    | Gourmetfein-Simplon            | Маркус Айбеггер (AUT) Матия Квасина (CRO) Матей Мартин (SLO) Штефан Рабитш (AUT) Себастьян Шёнбергер (AUT) Ян Сокол (AUT)              | + 7' 13.42"   |
| 33    | Utensilnord Ora24.eu           | Габриэле Бозизио (ITA) Жолт Дер (HUN) Абель Кеньереш (HUN) Кристиан Ловашши (HUN) Алессандро Мацци (ITA) Фредерико Роккетти (ITA)      | + 7' 55.62"   |
| 34    | Cycling Team Jo Piels          | Брам де Корт (NED) Берден ле Врис (NED) Яспер Хамелинк (NED) Йохем Хукстра (NED) Стевен Ламмертинк (NED) Стефан Пустма (NED)           | + 8' 34.65"   |
| 35    | Vélo Club Sovac                | Набиль Баз (ALG) Хассан Бен Насери (TUN) Хишам Шаабан (ALG) Карим Хаджи Бузид (ALG) Абдельрахим Мехди Хамза (ALG) Файсал Хамза (ALG)   | + 11' 51.68"  |